# Bagne de Lorient

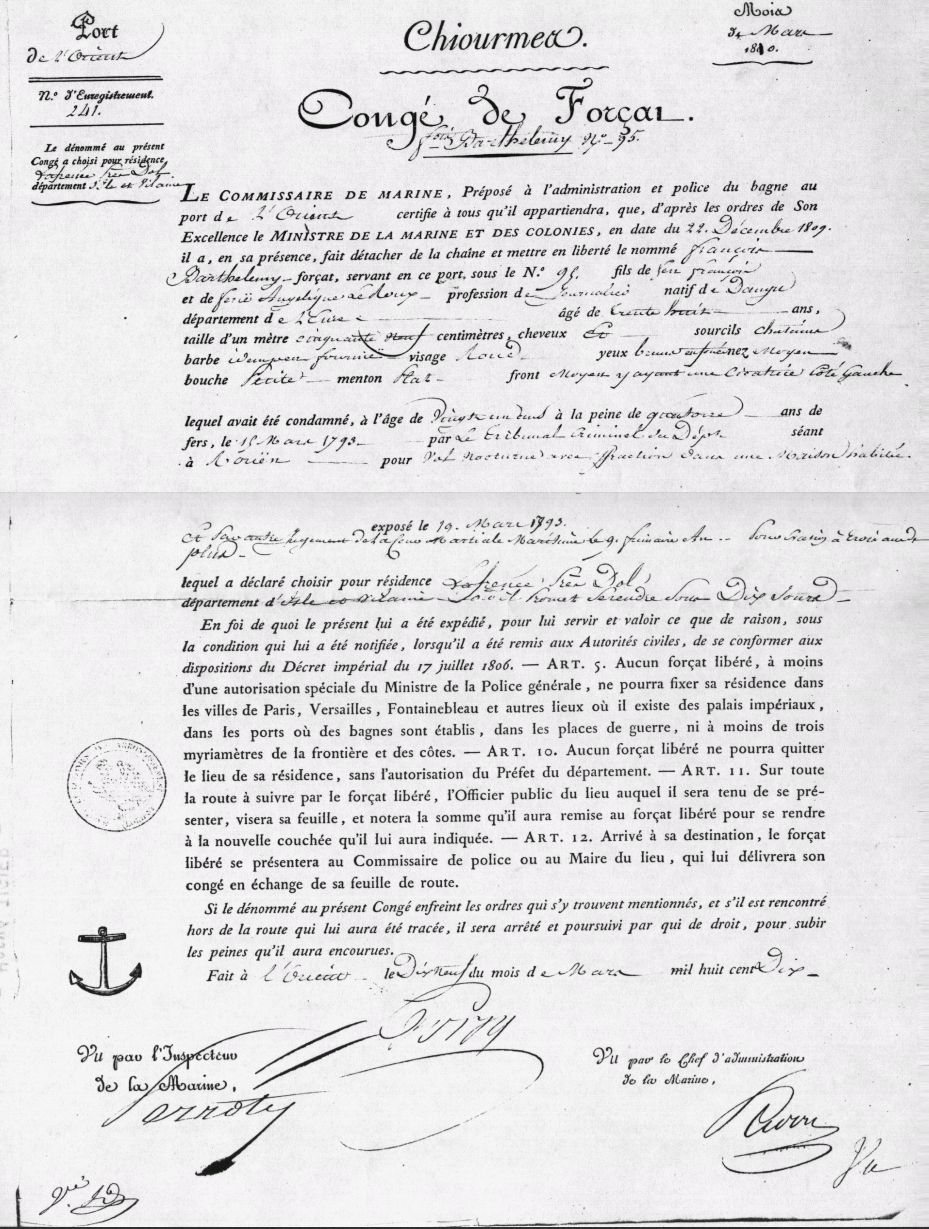
Congé délivré à un forçat libéré de Lorient en mars 1810 l'autorisant à se rendre dans sa commune et à se présenter au commissaire de police.

Le bagne de Lorient est un établissement pénitentiaire qui se trouvait dans la ville de Lorient entre 1796 et 1830 et était réservé aux  soldats et marins.